# Caproni Ca.101
Caproni Ca.101 – włoski samolot bombowy i transportowy, powstały w drugiej połowie lat 20. XX wieku.

## Historia
Ca.101 był rozwinięciem konstrukcji Caproni Ca.97, od którego różnił się większymi rozmiarami oraz zastosowaniem trzech silników zamiast jednego. Początkowo w samolocie stosowano silniki Armstrong Siddeley Lynx  o mocy 200 KM każdy, produkowane na licencji w firmie Alfa Romeo,  później jednak zastąpiono je mocniejszymi Piaggio Stella VII (370 KM). Pewna część samolotów służyła z silnikami gwiazdowymi Walter Castor o mocy 240 KM lub Alfa Romeo D2 o mocy 270 KM.
Samolot został oblatany w 1927 r. i już wkrótce skierowano go do produkcji seryjnej. Samoloty tego typu wzięły udział w działaniach wojskowych już podczas wojny włosko-abisyńskiej w latach 1935–1936, był wykorzystywany jako lekki bombowiec oraz służył do transportu żołnierzy. Mimo iż samolot był powolny, to jednak mocna konstrukcja, pozwalająca korzystać z lotnisk polowych, oraz brak lotnictwa myśliwskiego po stronie Abisynii sprawiły, że Ca.101 sprawdzał się w roli bombowca, a także jako samolot transportowy. Z czynnej służby wojskowej we włoskich siłach zbrojnych Ca.101 wycofano wkrótce po zakończeniu wojny abisyńskiej, choć samoloty w wersji cywilnej, jako pasażerskie, latały do początku II wojny światowej.
Na Ca.101 pobito także rekord długości lotu: w 1933 r. Mario de Bernardi wraz z sześcioma pasażerami przeleciał bez międzylądowania z Rzymu do Moskwy.
Udział w działaniach II wojny światowej wzięły węgierskie Ca.101, których pierwsze egzemplarze zostały zakupione w 1929 r. Część z nich uczestniczyła w walkach na terenie ZSRR w 1941 r.
Rozwinięciem konstrukcji była niezbyt udana wersja dwusilnikowa Caproni Ca.102, jednosilnikowy Caproni Ca.111 oraz Caproni Ca.133, który wszedł do użytku w 1935 r.

## Konstrukcja
Trzysilnikowy samolot transportowy i bombowy w układzie grzbietopłata. Konstrukcja mieszana. Trzy silniki (Piaggio Stella VII.C, Walter Castor lub Alfa Romeo D2), dwa podwieszane pod skrzydłami w gondolach, trzeci w nosie kadłuba, śmigła dwułopatowe, metalowe. Podwozie stałe, koła kryte owiewkami.